# Cerco de Hiuchi
Hiuchiyama (火打ち山) era uma das fortalezas de Minamoto no Yoshinaka na Província de Echizen. 
Entre abril e maio de 1183, uma força do Clã Taira dirigida por Taira no Koremori atacou e cercou a fortaleza. A fortaleza fora construida sobre penhascos rochosos, e bem defendida, o Clã Minamoto inclusive construíra uma represa para criar um fosso. Apesar disso, um traidor dentro da fortaleza disparou uma mensagem atada em uma flecha, na direção do acampamento Taira, e revelou uma forma de atravessar o fosso e drenar a água. Feito isso o castelo rapidamente caiu nas mãos dos Taira, mas Yoshinaka e vários de seus guerreiros conseguiram escapar .